# Apophysomyces elegans
Apophysomyces elegans är en svampart som beskrevs av P.C. Misra, K.J. Srivast. & Lata 1979. Apophysomyces elegans ingår i släktet Apophysomyces och familjen Radiomycetaceae.   Inga underarter finns listade i Catalogue of Life.